# Клеър Тревър
Клеър Тревър (на английски: Claire Trevor) е американска актриса. 

## Биография
Клеър Тревър е родена на 8 март 1910 година в Бенсънхърст, Бруклин, Ню Йорк, САЩ. Тя е единственото дете на Ноел Вемлингер, шивач на Пето авеню (роден във Франция, но с немски произход), и съпругата му Бенджамина (Бети), която е от ирландски произход. Отгледана в Ню Йорк, а от 1923 г. в Ларчмонт, Ню Йорк.  В продължение на много години датата на нейното раждане е била погрешно отчитана през 1909 г., рядък случай за актриса, всъщност да е по-млада от дадената ѝ възраст, поради което възрастта ѝ към момента на смъртта ѝ първоначално е била 91, а не 90. 

### Кариера
Клеър Тревър започва кариерата си с шест месеца уроци по изкуства в Колумбийския университет и шест месеца в Американската академия за драматични изкуства. Дебютира на сцената през лятото на 1929 г. с репертоарска компания в Ан Арбър, Мичиган. Впоследствие тя се завръща в Ню Йорк, където се появява в редица заснети в Бруклин късометражни филми Витафон (Vitaphone) и играе в летния театър.  През 1932 г. играе на Бродуей като главната женска роля в „Подсвирване в тъмното“.  Дебютира в киното в „Джими и Сали“ (1933) , от 1933 до 1938 г. участва в 29 филма, като играе и главни и поддържащи роли. През 1937 г. играе поддържаща роля в „Задънена улица“, заедно с Хъмфри Богарт, което води до номинацията ѝ за най-добра поддържаща актриса. От 1937 до 1940 г. тя се появява с Едуард Г. Робинсън в популярния радио сериал „Големият град“. Запомняща се роля през този период е и в уестърна на Джон Форд „Дилижанс“ (1939), където партнира с Джон Уейн. 
В „Кей Ларго“ (1948) Тревър играе Гайе Даун, певица от нощен клуб. За тази роля тя печели Оскар за най-добра поддържаща женска роля. Третата и последна номинация за Оскар е за изпълнението ѝ във филма „Високият и могъщият“ (1954).  През 1957 г. тя печели награда „Еми“ за ролята си в епизода на продуцентите Шоукейз (Showcase), озаглавен „Додсуърт“. През 1950-те години играе предимно поддържащи роли, като изявите ѝ стават много редки след средата на 1960-те години.
За приноса си към филмовата индустрия тя има звезда на Холивудската алея на славата на булевард 6933 в Холивуд. 

### Личен живот
Клеър Тревър се омъжва за Кларк Андрюс, режисьор на нейното радио предаване, през 1938 година, развеждат се четири години по-късно. Тя се омъжва за лейтенант от флота Сайлъс Уилям Дънсмор през 1943 г. Техният син Чарлз е нейното единствено дете.  Двойката се развежда през 1947 г. На следващата година Тревър се жени за Милтън Брен, филмов продуцент с двама сина от предишен брак, и се премества в Нюпорт Бийч, Калифорния. 
През 1978 г. синът на Тревър Чарлз умира при катастрофата на полет 182 на PSA, последван от смъртта на съпруга ѝ Милтън от мозъчен тумор през 1979 г. Опустошена от тези загуби, тя се завръща в Манхатън за няколко години, живее в апартамент на Пето авеню.  В крайна сметка тя се завръща в Калифорния, където остава до края на живота си, ставайки щедър поддръжник на изкуствата. 
Тревор подкрепи Томас Дюи на президентските избори в САЩ през 1944 г. 

### Смърт
Клеър Тревър умира от дихателна недостатъчност в Нюпорт Бийч, Калифорния на 8 април 2000 г. на 90-годишна възраст. 

## Избрана филмография
| Година | Филм                       | Оригинално заглавие | Роля                        | Режисьор       |
| ------ | -------------------------- | ------------------- | --------------------------- | -------------- |
| 1939   | Дилижанс                   | Stagecoach          | Далас                       | Джон Форд      |
| 1941   | Тексас                     | Texas               | „Майк“ Кинг                 | Джордж Маршал  |
| 1944   | Убийство, скъпа моя        | Murder, My Sweet    | Хелън Грайл / Велма Валенто | Едуард Дмитрик |
| 1955   | Човек без пътеводна звезда | Man Without a Star  | Айдъни                      | Кинг Видор     |